# 권오훈 (1911년)
권오훈(權五勳, 1911년~1951년 1월 26일)은 대한민국의 정치인, 국회의원이었다. 6.25 전쟁 중 주한미군이 호신용 권총을 뺏으려고 카빈총을 쏴 사망하였다.
해방 정국에서 우익 정치인으로 활동하여 독립촉성국민회 창당에 참여, 충남도지부 부위원장을 지냈다. 그 뒤 1950년 5월 10일 경상북도 달서구에서 제2대 국회의원 총선거에 출마하여 당선되었다. 6.25 전쟁 중 현역 국회의원의 신분이었으나, 주한미군의 겁탈하려는 시도를 저지하다가 미군에게 칼빈총을 복부에 맞아 사망하였다. 그러나 미군은 어떠한 사과도 하지 않았다.

## 약력
- 대학교졸업
- 대한독립촉성국민회 충남도지부 부위원장

## 가족 관계
- 첫째 아들 권혁주[2] 외 4명의 아들을 두었다.

## 사망 사건
1951년 1월 31일 하오 7시 30분경 대구시 한청로 상에서 권오훈은 대한 청년단 단장 김용덕(유도5단)과 동행, 귀가 중 부녀자의 비명을 듣고, 흑인 병사 2명이 유부녀 겁탈을 목적으로 납치를 시도 이를 만류 중 흑인 병사들이 김용덕의 허리에 차고 있는 권총을 달라고 하여, 권오훈이 수행원에게 나중에 내 권총을 줄테니,  줘라,  김용덕은 총을 겨누고 있던 흑인병사를 유도 실력으로 던지고, 혼자 도주, 권오훈의 왼쪽 아랫배에 총을 겨누고 있던 흑인병사가 칼빈 총을 발사 후, 도주, 김용덕은 근처에 살고 있던 권오훈의 비서(김영제)에게 비보를 전해 주었다, 김영제는 권오훈의 장남을 데리고  현장으로 달려가 종로 해성병원으로 이송 하였으며, 2월 2일 새벽 사망하였음,  이들 흑인 병사들은 대구 명덕국민학교에 주둔하고 있던 한국 전쟁 파병 미군 병사들이 무단이탈 사고를 냄, 이들은 본국에서 사형수, 무기수, 수십 년 형이  확정된 자들과, 밀입국자들이라고 일려 졌다,

## 역대 선거 결과
|  | 29.22% |

|  | 16.92% |

## 참고자료
- 《대한민국 의정총람》, 국회의원총람발간위원회, 1994년
- 권오훈 - 대한민국헌정회